# Серхіо Рочет
Се́рхіо Рамо́н Рочет А́льварес (ісп. Sergio Ramón Rochet Álvarez, нар. 23 березня 1993, Нуева-Пальміра) — уругвайський футболіст, воротар клубу «Насьйональ» і збірної Уругваю.
Виступав, зокрема, за клуби «Данубіо», АЗ та «Сівасспор».
Дворазовий чемпіон Уругваю.

## Клубна кар'єра
Народився 23 березня 1993 року в місті Нуева-Пальміра. Вихованець футбольної школи клубу «Данубіо». Дорослу футбольну кар'єру розпочав 2013 року в основній команді того ж клубу, в якій провів один сезон. 
Своєю грою за цю команду привернув увагу представників тренерського штабу клубу АЗ, до складу якого приєднався 2014 року. Відіграв за команду з Алкмара наступні три сезони своєї ігрової кар'єри.
2017 року уклав контракт з клубом «Сівасспор», у складі якого провів наступні два роки своєї кар'єри гравця. 
До складу клубу «Насьйональ» приєднався 2019 року. Станом на 27 липня 2022 року відіграв за команду з Монтевідео 73 матчі в національному чемпіонаті.

## Виступи за збірну
У 2022 році дебютував в офіційних матчах у складі національної збірної Уругваю.
У складі збірної був учасником розіграшу Кубка Америки 2021 року у Бразилії, чемпіонату світу 2022 року у Катарі.
| Дата      | Місто         | Господарі | Результат | Гості     | Турнір            | Голи | Примітки |
| --------- | ------------- | --------- | --------- | --------- | ----------------- | ---- | -------- |
| 27-1-2022 | Асунсьйон     | Парагвай  | 0 – 1     | Уругвай   | Відбір до ЧС 2022 | -    |          |
| 1-2-2022  | Монтевідео    | Уругвай   | 4 – 1     | Венесуела | Відбір до ЧС 2022 | -1   |          |
| 24-3-2022 | Монтевідео    | Уругвай   | 1 – 0     | Перу      | Відбір до ЧС 2022 | -    |          |
| 29-3-2022 | Сантьяго      | Чилі      | 0 – 2     | Уругвай   | Відбір до ЧС 2022 | -    |          |
| 2-6-2022  | Глендейл      | Мексика   | 0 – 3     | Уругвай   | товариський матч  | -    |          |
| 11-6-2022 | Монтевідео    | Уругвай   | 5 – 0     | Панама    | товариський матч  | -    | 46'      |
| 23-9-2022 | Санкт-Пельтен | Іран      | 1 – 0     | Уругвай   | товариський матч  | -1   |          |
| 27-9-2022 | Братислава    | Канада    | 0 – 2     | Уругвай   | товариський матч  | -    |          |
| Усього    |               | Матчів    | 8         |           | Голів             | -2   |          |

## Титули і досягнення
- Чемпіон Уругваю (4):

«Данубіо»: 2013-2014
«Насьйональ»: 2019, 2020, 2022
- Володар Суперкубка Уругваю (1):

«Насьйональ»: 2021
Збірна Уругваю
- Бронзовий призер Кубка Америки: 2024[4]